# VDI 3460
Die Richtlinienreihe VDI 3460 ist eine Reihe technischer Standards des Vereins Deutscher Ingenieure (VDI). Sie beschäftigt sich mit der thermischen Behandlung von Siedlungs- und Sonderabfällen. Die ersten beiden Richtlinien dieser Reihe wurden im Jahr 2014 in überarbeiteter Form neu veröffentlicht. Ein weiterer Richtlinienentwurf erschien im November 2023. Die Richtlinien sind zweisprachig (deutsch/englisch); die jeweilige deutsche Sprachfassung ist verbindlich. Zuständig für die Richtlinien ist der Fachbereich „Umweltschutztechnik“ der Kommission Reinhaltung der Luft. Sie werden über DIN Media vertrieben.

## Inhalt
Die Richtlinienreihe besteht aus den Blättern 1 (Emissionsminderung – Thermische Abfallbehandlung – Grundlagen), 2 (Emissionsminderung – Thermische Abfallbehandlung – Energieumwandlung) und 3 (Emissionsminderung – Thermische Abfallbehandlung – Behandlung von Rückständen). In Blatt 1 werden die Grundlagen der thermischen Abfallbehandlung vor dem Hintergrund der Minderung von Emissionen behandelt. Dabei werden sowohl Siedlungs- als auch Industrieabfälle berücksichtigt. Betrachtet werden in der Richtlinie nicht nur die Emissionen, die bei der eigentlichen Müllverbrennung entstehen, sondern auch die aus den vorgeschalteten Anlagen. Blatt 2 bietet eine Bilanzierungsmethode zur energiebezogenen Bewertung der Emissionen. Als ein Beispiel wird das Abfallheizkraftwerk der Abfallverwertungsanlage Augsburg herangezogen. Blatt 3 setzt sich mit der Behandlung von Rückständen aus der Müllverbrennung auseinander.

## Historie
Die erste VDI-Richtlinie zur Verbrennung von Siedlungsabfällen wurde im Jahr 1969 als VDI 2114 publiziert, die erste Richtlinie zur Verbrennung von Sonderabfällen als VDI 3460 folgte zehn Jahre später, obwohl bereits 1974 ein VDI-Richtlinienentwurf zu diesem Thema erschienen war. Schwerpunkt beider Richtlinien war die Messung und Reduktion von Staubemissionen. Überarbeitungen wurden 1991 (VDI 3460) bzw. 1992 (VDI 2114) publiziert. Die überarbeiteten Richtlinien enthielten erstmals auch Empfehlungen zur Minderung von Stickoxiden und Dioxinen. Im September 1997 wurde die Richtlinie VDI 2114 zurückgezogen und durch die im selben Monat neu veröffentlichte Richtlinie VDI 3460 ersetzt. Die Inhalte beider bisherigen Richtlinien wurden damit aktualisiert und zu einer Richtlinie zusammengefasst. Die Richtlinie VDI 3460 erfuhr bereits 2002 eine weitere Überarbeitung, da strengere Emissionsbegrenzungen für Stickoxide eingeführt wurden. Das Blatt 2 der Richtlinienreihe wurde im August 2007 veröffentlicht; hier stand die energetische Bewertung im Vordergrund. Aktuell sind die Fassungen aus dem Jahr 2014: Das Blatt 1 als ehemalige Richtlinie VDI 3460 erfuhr erhebliche inhaltliche Änderungen, das Blatt 2 wurde nur redaktionell überarbeitet. Ein Richtlinienentwurf Blatt 3 wurde im November 2023 veröffentlicht.

## Rechtliche Einordnung
Die Richtlinienreihe VDI 3460 wurde als deutscher Beitrag in den BREF-Prozess eingebunden. Als Bestandteil des VDI-/DIN-Handbuchs Reinhaltung der Luft erfolgt in Abschnitt 5.1.1 der TA Luft ein dynamischer Verweis auf die Richtlinienreihe. Sie soll bei der Ermittlung des Standes der Technik „als Erkenntnisquelle herangezogen werden“. Ein statischer Verweis auf Blatt 1 der Richtlinienreihe befindet sich unter Nummer 5.4.8.11f der Allgemeinen Verwaltungsvorschrift Abfallbehandlungsanlagen (ABA-VwV) vom 20. Januar 2022.